# Trasimede di Paro
Trasimède di Paro (in greco antico Θρασυμήδης, Thrasymēdes; fl. IV secolo a.C.) è stato uno scultore greco antico.
Figlio di Arignoto e originario di Paro, il suo nome è legato alla statua crisoelefantina di Asclepio, nel tempio di Epidauro. Le fonti la descrivono raffigurante un dio seduto e barbuto, con scettro, serpente e cane, e di grandezza pari alla metà di quella di Zeus a Olimpia, alla quale era chiaramente ispirata. Nel trono erano raffigurati, a rilievo, due miti argivi: Bellerofonte che uccideva la Chimera e Perseo che decapitava Medusa.
Un'iscrizione trovata nella base di un ex voto ad Apollo e Asclepio permette di collocare Trasimède nella prima metà del IV secolo a.C.
Da una fonte epigrafica relativa alla messa in opera del tetto e alle porte del tempio, si deduce che Trasimede avesse anche un ruolo come architetto.